# Cosmética
La ciencia cosmética o cosmetología es una disciplina que estudia la acción y los efectos de los cosméticos y determina las normas generales de su uso práctico. Abarca diferentes áreas dirigidas a la obtención de cosméticos y comprende: diseño, formulación, producción, estabilización, evaluación, seguridad y mecanismos de acción.
El Reglamento del Parlamento Europeo 1223/2009 define como producto cosmético, “Toda sustancia o mezcla destinada a ser puesta en contacto con las partes superficiales del cuerpo humano (epidermis, sistema piloso y capilar, uñas, labios y órganos genitales externos) o con los dientes y las mucosas bucales, con el fin exclusivo o principal de limpiarlos, perfumarlos, modificar su aspecto, protegerlos mantenerlos en buen estado o corregir olores corporales”.
Muchos consumidores relacionan la palabra cosmético, exclusivamente, con productos de cuidado facial, perfumes o productos de maquillaje; no obstante, otros muchos productos que se usan habitualmente son también cosméticos.
A continuación se incluye una lista orientativa de ejemplos de productos cosméticos:
- Cremas, emulsiones, lociones, geles y aceites para la piel
- Mascarillas de belleza
- Maquillajes de fondo (líquidos, pastas, polvos)
- Polvos de maquillaje
- Polvos para aplicar después del baño
- Polvos para la higiene corporal
- Jabones de tocador
- Jabones desodorantes
- Perfumes
- Aguas de tocador
- Aguas de colonia
- Preparados para baño y ducha (sales, espumas, aceites, geles)
- Depilatorios
- Desodorantes y antitranspirantes
- Colorantes para el cabello
- Productos para la ondulación, alisado, marcado y fijación del cabello
- Productos para la limpieza del cabello (lociones, champús, polvos)
- Productos para el mantenimiento del cabello (lociones, cremas, aceites)
- Productos para el peinado (lociones, lacas, brillantinas)
- Productos para el afeitado (jabones, espumas, lociones)
- Maquillaje y productos para desmaquillar
- Productos destinados a aplicarse en los labios
- Productos para cuidados bucales y dentales
- Productos para el cuidado y maquillaje de las uñas
- Productos para la higiene íntima externa
- Productos para el sol y bronceado sin sol
- Productos para el blanqueo de la piel
- Productos antiarrugas

El principal objetivo de la cosmética es aplicar preparados para preservar o embellecer el cutis, mejorar el contorno corporal  y cuidar o preservar el cabello.  
En los pueblos primitivos los cosméticos tienen un carácter mágico. En China y la India antiguamente iban asociados a las prácticas religiosas. En Egipto, a la medicina. En Grecia y Roma alcanzaron gran desarrollo. Actualmente, la cosmética se ha constituido en una verdadera industria en la que participan la química, la biología, la farmacia y la medicina. 
La seguridad de los productos es la principal prioridad de las empresas de cosméticos y productos para el cuidado personal. En los EE. UU., los cosméticos y los productos para el cuidado personal están regulados por la Administración de Alimentos y Medicamentos (FDA) en virtud de la Ley Federal de Alimentos, Medicamentos y Cosméticos (Ley FD&C) y la Ley de Etiquetado y Empaque Justo (FPLA). En la Unión Europea, existe una regulación comunitaria de aplicación uniforme, que conforma el Marco Legal Europeo sobre Productos Cosméticos y Biocidas.

## Medicina cosmética
Si bien no constituye una especialidad médica, varias especialidades médicas cubren este campo, como la especialidad en cirugía estética, ginecología estética, cirugía plástica, la dermatología, la neurocosmética y la flebología, entre otras. Cada una de ellas la practica con un enfoque propio y cuando se realiza con una idea interdisciplinaria se mejoran los resultados clínicos. La cosmetología también puede abarcar diversas especializaciones como dermocosmética facial, dermocosmética capilar, fisioterapia dermatofuncional y fitoestética.

## Cosmética natural

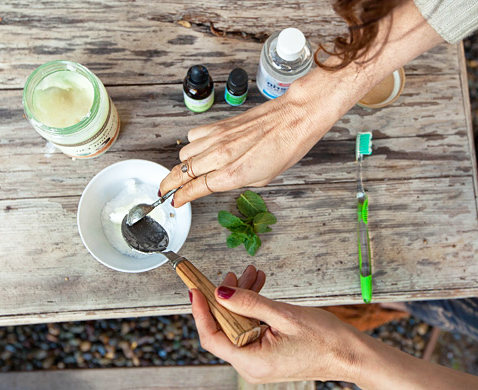
Mostramos la elaboración de una mascarilla facial casera con aceite de coco.

La cosmética natural se basa en la creación de productos de cuidado personal utilizando ingredientes derivados de la naturaleza, como extractos de plantas, aceites esenciales y minerales, en lugar de compuestos químicos sintéticos. Estos productos evitan aditivos artificiales, conservantes y fragancias, y se centran en promover la salud de la piel y el bienestar general. La cosmética natural suele ser consciente del medio ambiente, enfocándose en la sostenibilidad y el respeto por la vida animal. 

Aunque no se requiere un sello o certificación para avalar que un producto es natural, existen diversas organizaciones certificadoras (a nivel nacional e internacional) que establecen sus propios criterios. Dado que los criterios de cada organización certificadora no están unificados, la organización internacional de estandarización ha decidido crear una norma que pueda facilitar la interpretación de la denominación natural y orgánico. La norma ISO 16128 ha sido creada como marco de referencia lógico y consistente para definir ingredientes y productos cosméticos naturales y orgánicos.

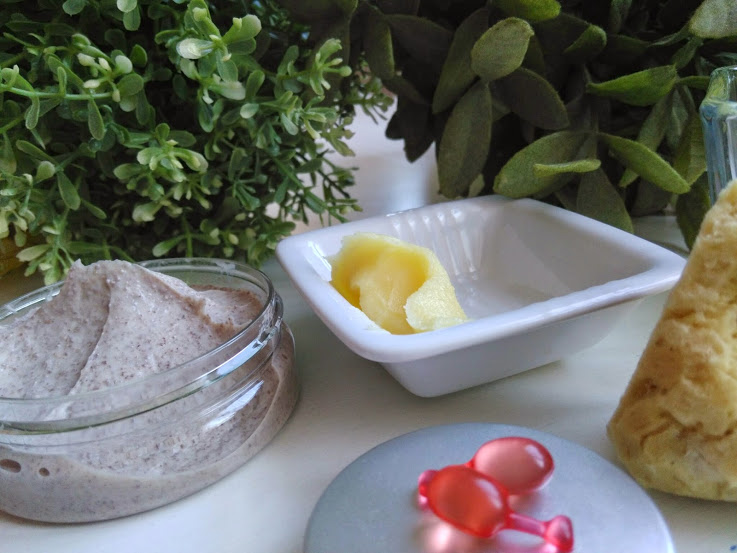
Para la elaboración de cosméticos naturales no se utilizan productos químicos.

 Algunos ejemplos de marcas de cosmética natural son Weleda o help cosmetics.

## Cosmética coreana
Se trata de cosméticos producidos en Corea del Sur que mezclan la tecnología moderna con la medicina tradicional.

## Cosmética masculina
Son productos diseñados en función de las características específicas de la piel del hombre, la cual es más gruesa distinta que la de la mujer.